# Скотт Вайсман
Скотт Вайзман (англ. Scott Wiseman, нар. 7 жовтня 1985, Кінгстон-апон-Галл) — англійський та гібралтарський футболіст, головний тренер збірної Гібралтару з футболу. 
Виступав, зокрема, за клуб «Барнслі», а також національну збірну Гібралтару.

## Клубна кар'єра
У дорослому футболі дебютував 2003 року виступами за команду клубу «Галл Сіті», в якій провів два сезони, взявши участь лише у 5 матчах чемпіонату. 
Згодом з 2005 по 2008 рік грав з перервами на правах оренди в складі команд клубів «Бостон Юнайтед», «Ротергем Юнайтед» та «Дарлінгтон»
З 2008 по 2011 роки відіграв за клуб «Рочдейл».
Своєю грою за останню команду привернув увагу представників тренерського штабу клубу «Барнслі», до складу якого приєднався 2011 року. Відіграв за клуб з Барнслі наступні три сезони своєї ігрової кар'єри. Більшість часу, проведеного у складі «Барнслі», був основним гравцем захисту команди.
Протягом 2014—2015 років захищав кольори команди клубу «Престон Норт-Енд».
До складу клубу «Сканторп Юнайтед» приєднався 2015 року. Відтоді встиг відіграти за команду з Сканторпа 48 матчів в національному чемпіонаті.
На правах оренди в 2018 перейшов до клубу «Рочдейл».
З 2018 по 2020 захищав кольори команди «Солфорд Сіті».
З червня 2020 по 2023 роки захищав кольори гібралтарського клубу «Лінкольн Ред Імпс».

## Виступи за збірні
2005 року залучався до складу молодіжної збірної Англії. На молодіжному рівні зіграв у 3 офіційних матчах.
З 2013 по 2016 виступав у складі національної збірної Гібралтару. Провів у формі головної команди країни 10 матчів.

## Статистика виступів за збірну
| Дата       | Місто    | Господарі  | Результат | Гості     | Турнір            | Голи | Примітки                                            |
| ---------- | -------- | ---------- | --------- | --------- | ----------------- | ---- | --------------------------------------------------- |
| 19-11-2013 | Фару     | Словаччина | 0 – 0     | Гібралтар | товариський матч  | -    | 1-й офіційний матч за національну збірну Гібралтару |
| 26-05-2014 | Таллінн  | Естонія    | 1 – 1     | Гібралтар | товариський матч  | -    | 73'                                                 |
| 07-09-2014 | Фару     | Гібралтар  | 0 – 7     | Польща    | Відбір до ЧЄ 2016 | -    |                                                     |
| 11-10-2014 | Дублін   | Ірландія   | 7 – 0     | Гібралтар | Відбір до ЧЄ 2016 | -    |                                                     |
| 14-10-2014 | Фару     | Гібралтар  | 0 – 3     | Грузія    | Відбір до ЧЄ 2016 | -    |                                                     |
| 14-11-2014 | Нюрнберг | Німеччина  | 4 – 0     | Гібралтар | Відбір до ЧЄ 2016 | -    |                                                     |
| 29-03-2015 | Глазго   | Шотландія  | 6 – 1     | Гібралтар | Відбір до ЧЄ 2016 | -    |                                                     |
| 01-09-2016 | Порту    | Португалія | 5 – 0     | Гібралтар | товариський матч  | -    |                                                     |
| 06-09-2016 | Фару     | Гібралтар  | 1 – 4     | Греція    | Відбір до ЧС 2018 | -    |                                                     |
| 10-10-2016 | Фару     | Гібралтар  | 0 – 6     | Бельгія   | Відбір до ЧС 2018 | -    |                                                     |
| Усього     |          | Матчів     | 10        |           | Голів             | 0    |                                                     |

## Титули і досягнення
- Чемпіон Гібралтару (2):

«Лінкольн Ред Імпс»: 2020-21, 2021-22
- Володар Кубка Гібралтару (2):

«Лінкольн Ред Імпс»: 2021, 2022
- Володар Суперкубка Гібралтару (1):

«Лінкольн Ред Імпс»: 2022